# Рокада (шах)
Рокада је специфичан шаховски потез који се може извршити само једанпут у току партије, а сврха му је да се боље заштити краљ. То је једини потез приликом којег се померају две фигуре а рачуна се као један потез. И такође је једини потез у коме краљ може да пређе два поља.
Рокада обухвата померање и краља и топа, а изводљива је ако су испуњени следећи услови:
- краљ и топ којима се врши рокада нису померани са својих позиција од почетка партије,
- између краља и топа с којима се рокира нема других фигура,
- краљ којим се рокира није нападнут односно није у шаху,
- поља преко којих краљ треба да пређе, и поље на које краљ треба да дође, нису нападнута.

Рокада се врши на следећи начин: краљ напушта почетно поље и помера се два поља од почетног поља ка топу с којим врши рокаду, затим се узима топ према којем је померен краљ, прескаче краља и заузима поље до њега. Обавезно је прво играти краљем па топом. У случају да се прво игра топом рокада је неизводљива и сматра се да је одигран потез топом. Ако се рокада врши с топом који је ближи краљу назива се мала рокада (обележава се 0-0), а топом који је даљи велика рокада (обележава се 0-0-0).
Иако је једини потез којим се померају две шаховске фигуре, званично се сматра да је рокада потез краљем.
|   | a                             | b                             | c                             | d                             | e                             | f                             | g                             | h                             |   |
| 8 | e1 white king · h1 white rook | e1 white king · h1 white rook | e1 white king · h1 white rook | e1 white king · h1 white rook | e1 white king · h1 white rook | e1 white king · h1 white rook | e1 white king · h1 white rook | e1 white king · h1 white rook | 8 |
| 7 | e1 white king · h1 white rook | e1 white king · h1 white rook | e1 white king · h1 white rook | e1 white king · h1 white rook | e1 white king · h1 white rook | e1 white king · h1 white rook | e1 white king · h1 white rook | e1 white king · h1 white rook | 7 |
| 6 | e1 white king · h1 white rook | e1 white king · h1 white rook | e1 white king · h1 white rook | e1 white king · h1 white rook | e1 white king · h1 white rook | e1 white king · h1 white rook | e1 white king · h1 white rook | e1 white king · h1 white rook | 6 |
| 5 | e1 white king · h1 white rook | e1 white king · h1 white rook | e1 white king · h1 white rook | e1 white king · h1 white rook | e1 white king · h1 white rook | e1 white king · h1 white rook | e1 white king · h1 white rook | e1 white king · h1 white rook | 5 |
| 4 | e1 white king · h1 white rook | e1 white king · h1 white rook | e1 white king · h1 white rook | e1 white king · h1 white rook | e1 white king · h1 white rook | e1 white king · h1 white rook | e1 white king · h1 white rook | e1 white king · h1 white rook | 4 |
| 3 | e1 white king · h1 white rook | e1 white king · h1 white rook | e1 white king · h1 white rook | e1 white king · h1 white rook | e1 white king · h1 white rook | e1 white king · h1 white rook | e1 white king · h1 white rook | e1 white king · h1 white rook | 3 |
| 2 | e1 white king · h1 white rook | e1 white king · h1 white rook | e1 white king · h1 white rook | e1 white king · h1 white rook | e1 white king · h1 white rook | e1 white king · h1 white rook | e1 white king · h1 white rook | e1 white king · h1 white rook | 2 |
| 1 | e1 white king · h1 white rook | e1 white king · h1 white rook | e1 white king · h1 white rook | e1 white king · h1 white rook | e1 white king · h1 white rook | e1 white king · h1 white rook | e1 white king · h1 white rook | e1 white king · h1 white rook | 1 |
|   | a                             | b                             | c                             | d                             | e                             | f                             | g                             | h                             |   |

|   | a                             | b                             | c                             | d                             | e                             | f                             | g                             | h                             |   |
| 8 | f1 white rook · g1 white king | f1 white rook · g1 white king | f1 white rook · g1 white king | f1 white rook · g1 white king | f1 white rook · g1 white king | f1 white rook · g1 white king | f1 white rook · g1 white king | f1 white rook · g1 white king | 8 |
| 7 | f1 white rook · g1 white king | f1 white rook · g1 white king | f1 white rook · g1 white king | f1 white rook · g1 white king | f1 white rook · g1 white king | f1 white rook · g1 white king | f1 white rook · g1 white king | f1 white rook · g1 white king | 7 |
| 6 | f1 white rook · g1 white king | f1 white rook · g1 white king | f1 white rook · g1 white king | f1 white rook · g1 white king | f1 white rook · g1 white king | f1 white rook · g1 white king | f1 white rook · g1 white king | f1 white rook · g1 white king | 6 |
| 5 | f1 white rook · g1 white king | f1 white rook · g1 white king | f1 white rook · g1 white king | f1 white rook · g1 white king | f1 white rook · g1 white king | f1 white rook · g1 white king | f1 white rook · g1 white king | f1 white rook · g1 white king | 5 |
| 4 | f1 white rook · g1 white king | f1 white rook · g1 white king | f1 white rook · g1 white king | f1 white rook · g1 white king | f1 white rook · g1 white king | f1 white rook · g1 white king | f1 white rook · g1 white king | f1 white rook · g1 white king | 4 |
| 3 | f1 white rook · g1 white king | f1 white rook · g1 white king | f1 white rook · g1 white king | f1 white rook · g1 white king | f1 white rook · g1 white king | f1 white rook · g1 white king | f1 white rook · g1 white king | f1 white rook · g1 white king | 3 |
| 2 | f1 white rook · g1 white king | f1 white rook · g1 white king | f1 white rook · g1 white king | f1 white rook · g1 white king | f1 white rook · g1 white king | f1 white rook · g1 white king | f1 white rook · g1 white king | f1 white rook · g1 white king | 2 |
| 1 | f1 white rook · g1 white king | f1 white rook · g1 white king | f1 white rook · g1 white king | f1 white rook · g1 white king | f1 white rook · g1 white king | f1 white rook · g1 white king | f1 white rook · g1 white king | f1 white rook · g1 white king | 1 |
|   | a                             | b                             | c                             | d                             | e                             | f                             | g                             | h                             |   |

|   | a                             | b                             | c                             | d                             | e                             | f                             | g                             | h                             |   |
| 8 | a1 white rook · e1 white king | a1 white rook · e1 white king | a1 white rook · e1 white king | a1 white rook · e1 white king | a1 white rook · e1 white king | a1 white rook · e1 white king | a1 white rook · e1 white king | a1 white rook · e1 white king | 8 |
| 7 | a1 white rook · e1 white king | a1 white rook · e1 white king | a1 white rook · e1 white king | a1 white rook · e1 white king | a1 white rook · e1 white king | a1 white rook · e1 white king | a1 white rook · e1 white king | a1 white rook · e1 white king | 7 |
| 6 | a1 white rook · e1 white king | a1 white rook · e1 white king | a1 white rook · e1 white king | a1 white rook · e1 white king | a1 white rook · e1 white king | a1 white rook · e1 white king | a1 white rook · e1 white king | a1 white rook · e1 white king | 6 |
| 5 | a1 white rook · e1 white king | a1 white rook · e1 white king | a1 white rook · e1 white king | a1 white rook · e1 white king | a1 white rook · e1 white king | a1 white rook · e1 white king | a1 white rook · e1 white king | a1 white rook · e1 white king | 5 |
| 4 | a1 white rook · e1 white king | a1 white rook · e1 white king | a1 white rook · e1 white king | a1 white rook · e1 white king | a1 white rook · e1 white king | a1 white rook · e1 white king | a1 white rook · e1 white king | a1 white rook · e1 white king | 4 |
| 3 | a1 white rook · e1 white king | a1 white rook · e1 white king | a1 white rook · e1 white king | a1 white rook · e1 white king | a1 white rook · e1 white king | a1 white rook · e1 white king | a1 white rook · e1 white king | a1 white rook · e1 white king | 3 |
| 2 | a1 white rook · e1 white king | a1 white rook · e1 white king | a1 white rook · e1 white king | a1 white rook · e1 white king | a1 white rook · e1 white king | a1 white rook · e1 white king | a1 white rook · e1 white king | a1 white rook · e1 white king | 2 |
| 1 | a1 white rook · e1 white king | a1 white rook · e1 white king | a1 white rook · e1 white king | a1 white rook · e1 white king | a1 white rook · e1 white king | a1 white rook · e1 white king | a1 white rook · e1 white king | a1 white rook · e1 white king | 1 |
|   | a                             | b                             | c                             | d                             | e                             | f                             | g                             | h                             |   |

|   | a                             | b                             | c                             | d                             | e                             | f                             | g                             | h                             |   |
| 8 | c1 white king · d1 white rook | c1 white king · d1 white rook | c1 white king · d1 white rook | c1 white king · d1 white rook | c1 white king · d1 white rook | c1 white king · d1 white rook | c1 white king · d1 white rook | c1 white king · d1 white rook | 8 |
| 7 | c1 white king · d1 white rook | c1 white king · d1 white rook | c1 white king · d1 white rook | c1 white king · d1 white rook | c1 white king · d1 white rook | c1 white king · d1 white rook | c1 white king · d1 white rook | c1 white king · d1 white rook | 7 |
| 6 | c1 white king · d1 white rook | c1 white king · d1 white rook | c1 white king · d1 white rook | c1 white king · d1 white rook | c1 white king · d1 white rook | c1 white king · d1 white rook | c1 white king · d1 white rook | c1 white king · d1 white rook | 6 |
| 5 | c1 white king · d1 white rook | c1 white king · d1 white rook | c1 white king · d1 white rook | c1 white king · d1 white rook | c1 white king · d1 white rook | c1 white king · d1 white rook | c1 white king · d1 white rook | c1 white king · d1 white rook | 5 |
| 4 | c1 white king · d1 white rook | c1 white king · d1 white rook | c1 white king · d1 white rook | c1 white king · d1 white rook | c1 white king · d1 white rook | c1 white king · d1 white rook | c1 white king · d1 white rook | c1 white king · d1 white rook | 4 |
| 3 | c1 white king · d1 white rook | c1 white king · d1 white rook | c1 white king · d1 white rook | c1 white king · d1 white rook | c1 white king · d1 white rook | c1 white king · d1 white rook | c1 white king · d1 white rook | c1 white king · d1 white rook | 3 |
| 2 | c1 white king · d1 white rook | c1 white king · d1 white rook | c1 white king · d1 white rook | c1 white king · d1 white rook | c1 white king · d1 white rook | c1 white king · d1 white rook | c1 white king · d1 white rook | c1 white king · d1 white rook | 2 |
| 1 | c1 white king · d1 white rook | c1 white king · d1 white rook | c1 white king · d1 white rook | c1 white king · d1 white rook | c1 white king · d1 white rook | c1 white king · d1 white rook | c1 white king · d1 white rook | c1 white king · d1 white rook | 1 |
|   | a                             | b                             | c                             | d                             | e                             | f                             | g                             | h                             |   |

## Велика рокада
Велика рокада представља потез у шаху у којем се краљ помери два поља према даљем топу, а топ пређе са друге стране краља. Записује се као 0-0-0. То је више офанзивни потез због тога што топ долази на средишњи део табле. Рокада је могућа само ако:
1. краљ није у шаху
2. нема фигура између краља и топа
3. краљ не дође или прође кроз нападнуто поље
4. краљ и топ се нису померили у току игре.

### Примери
|   | a                             | b                             | c                             | d                             | e                             | f                             | g                             | h                             |   |
| 8 | a1 white rook · e1 white king | a1 white rook · e1 white king | a1 white rook · e1 white king | a1 white rook · e1 white king | a1 white rook · e1 white king | a1 white rook · e1 white king | a1 white rook · e1 white king | a1 white rook · e1 white king | 8 |
| 7 | a1 white rook · e1 white king | a1 white rook · e1 white king | a1 white rook · e1 white king | a1 white rook · e1 white king | a1 white rook · e1 white king | a1 white rook · e1 white king | a1 white rook · e1 white king | a1 white rook · e1 white king | 7 |
| 6 | a1 white rook · e1 white king | a1 white rook · e1 white king | a1 white rook · e1 white king | a1 white rook · e1 white king | a1 white rook · e1 white king | a1 white rook · e1 white king | a1 white rook · e1 white king | a1 white rook · e1 white king | 6 |
| 5 | a1 white rook · e1 white king | a1 white rook · e1 white king | a1 white rook · e1 white king | a1 white rook · e1 white king | a1 white rook · e1 white king | a1 white rook · e1 white king | a1 white rook · e1 white king | a1 white rook · e1 white king | 5 |
| 4 | a1 white rook · e1 white king | a1 white rook · e1 white king | a1 white rook · e1 white king | a1 white rook · e1 white king | a1 white rook · e1 white king | a1 white rook · e1 white king | a1 white rook · e1 white king | a1 white rook · e1 white king | 4 |
| 3 | a1 white rook · e1 white king | a1 white rook · e1 white king | a1 white rook · e1 white king | a1 white rook · e1 white king | a1 white rook · e1 white king | a1 white rook · e1 white king | a1 white rook · e1 white king | a1 white rook · e1 white king | 3 |
| 2 | a1 white rook · e1 white king | a1 white rook · e1 white king | a1 white rook · e1 white king | a1 white rook · e1 white king | a1 white rook · e1 white king | a1 white rook · e1 white king | a1 white rook · e1 white king | a1 white rook · e1 white king | 2 |
| 1 | a1 white rook · e1 white king | a1 white rook · e1 white king | a1 white rook · e1 white king | a1 white rook · e1 white king | a1 white rook · e1 white king | a1 white rook · e1 white king | a1 white rook · e1 white king | a1 white rook · e1 white king | 1 |
|   | a                             | b                             | c                             | d                             | e                             | f                             | g                             | h                             |   |

|   | a                             | b                             | c                             | d                             | e                             | f                             | g                             | h                             |   |
| 8 | c1 white king · d1 white rook | c1 white king · d1 white rook | c1 white king · d1 white rook | c1 white king · d1 white rook | c1 white king · d1 white rook | c1 white king · d1 white rook | c1 white king · d1 white rook | c1 white king · d1 white rook | 8 |
| 7 | c1 white king · d1 white rook | c1 white king · d1 white rook | c1 white king · d1 white rook | c1 white king · d1 white rook | c1 white king · d1 white rook | c1 white king · d1 white rook | c1 white king · d1 white rook | c1 white king · d1 white rook | 7 |
| 6 | c1 white king · d1 white rook | c1 white king · d1 white rook | c1 white king · d1 white rook | c1 white king · d1 white rook | c1 white king · d1 white rook | c1 white king · d1 white rook | c1 white king · d1 white rook | c1 white king · d1 white rook | 6 |
| 5 | c1 white king · d1 white rook | c1 white king · d1 white rook | c1 white king · d1 white rook | c1 white king · d1 white rook | c1 white king · d1 white rook | c1 white king · d1 white rook | c1 white king · d1 white rook | c1 white king · d1 white rook | 5 |
| 4 | c1 white king · d1 white rook | c1 white king · d1 white rook | c1 white king · d1 white rook | c1 white king · d1 white rook | c1 white king · d1 white rook | c1 white king · d1 white rook | c1 white king · d1 white rook | c1 white king · d1 white rook | 4 |
| 3 | c1 white king · d1 white rook | c1 white king · d1 white rook | c1 white king · d1 white rook | c1 white king · d1 white rook | c1 white king · d1 white rook | c1 white king · d1 white rook | c1 white king · d1 white rook | c1 white king · d1 white rook | 3 |
| 2 | c1 white king · d1 white rook | c1 white king · d1 white rook | c1 white king · d1 white rook | c1 white king · d1 white rook | c1 white king · d1 white rook | c1 white king · d1 white rook | c1 white king · d1 white rook | c1 white king · d1 white rook | 2 |
| 1 | c1 white king · d1 white rook | c1 white king · d1 white rook | c1 white king · d1 white rook | c1 white king · d1 white rook | c1 white king · d1 white rook | c1 white king · d1 white rook | c1 white king · d1 white rook | c1 white king · d1 white rook | 1 |
|   | a                             | b                             | c                             | d                             | e                             | f                             | g                             | h                             |   |

|   | a                             | b                             | c                             | d                             | e                             | f                             | g                             | h                             |   |
| 8 | a8 black rook · e8 black king | a8 black rook · e8 black king | a8 black rook · e8 black king | a8 black rook · e8 black king | a8 black rook · e8 black king | a8 black rook · e8 black king | a8 black rook · e8 black king | a8 black rook · e8 black king | 8 |
| 7 | a8 black rook · e8 black king | a8 black rook · e8 black king | a8 black rook · e8 black king | a8 black rook · e8 black king | a8 black rook · e8 black king | a8 black rook · e8 black king | a8 black rook · e8 black king | a8 black rook · e8 black king | 7 |
| 6 | a8 black rook · e8 black king | a8 black rook · e8 black king | a8 black rook · e8 black king | a8 black rook · e8 black king | a8 black rook · e8 black king | a8 black rook · e8 black king | a8 black rook · e8 black king | a8 black rook · e8 black king | 6 |
| 5 | a8 black rook · e8 black king | a8 black rook · e8 black king | a8 black rook · e8 black king | a8 black rook · e8 black king | a8 black rook · e8 black king | a8 black rook · e8 black king | a8 black rook · e8 black king | a8 black rook · e8 black king | 5 |
| 4 | a8 black rook · e8 black king | a8 black rook · e8 black king | a8 black rook · e8 black king | a8 black rook · e8 black king | a8 black rook · e8 black king | a8 black rook · e8 black king | a8 black rook · e8 black king | a8 black rook · e8 black king | 4 |
| 3 | a8 black rook · e8 black king | a8 black rook · e8 black king | a8 black rook · e8 black king | a8 black rook · e8 black king | a8 black rook · e8 black king | a8 black rook · e8 black king | a8 black rook · e8 black king | a8 black rook · e8 black king | 3 |
| 2 | a8 black rook · e8 black king | a8 black rook · e8 black king | a8 black rook · e8 black king | a8 black rook · e8 black king | a8 black rook · e8 black king | a8 black rook · e8 black king | a8 black rook · e8 black king | a8 black rook · e8 black king | 2 |
| 1 | a8 black rook · e8 black king | a8 black rook · e8 black king | a8 black rook · e8 black king | a8 black rook · e8 black king | a8 black rook · e8 black king | a8 black rook · e8 black king | a8 black rook · e8 black king | a8 black rook · e8 black king | 1 |
|   | a                             | b                             | c                             | d                             | e                             | f                             | g                             | h                             |   |

|   | a                             | b                             | c                             | d                             | e                             | f                             | g                             | h                             |   |
| 8 | c8 black king · d8 black rook | c8 black king · d8 black rook | c8 black king · d8 black rook | c8 black king · d8 black rook | c8 black king · d8 black rook | c8 black king · d8 black rook | c8 black king · d8 black rook | c8 black king · d8 black rook | 8 |
| 7 | c8 black king · d8 black rook | c8 black king · d8 black rook | c8 black king · d8 black rook | c8 black king · d8 black rook | c8 black king · d8 black rook | c8 black king · d8 black rook | c8 black king · d8 black rook | c8 black king · d8 black rook | 7 |
| 6 | c8 black king · d8 black rook | c8 black king · d8 black rook | c8 black king · d8 black rook | c8 black king · d8 black rook | c8 black king · d8 black rook | c8 black king · d8 black rook | c8 black king · d8 black rook | c8 black king · d8 black rook | 6 |
| 5 | c8 black king · d8 black rook | c8 black king · d8 black rook | c8 black king · d8 black rook | c8 black king · d8 black rook | c8 black king · d8 black rook | c8 black king · d8 black rook | c8 black king · d8 black rook | c8 black king · d8 black rook | 5 |
| 4 | c8 black king · d8 black rook | c8 black king · d8 black rook | c8 black king · d8 black rook | c8 black king · d8 black rook | c8 black king · d8 black rook | c8 black king · d8 black rook | c8 black king · d8 black rook | c8 black king · d8 black rook | 4 |
| 3 | c8 black king · d8 black rook | c8 black king · d8 black rook | c8 black king · d8 black rook | c8 black king · d8 black rook | c8 black king · d8 black rook | c8 black king · d8 black rook | c8 black king · d8 black rook | c8 black king · d8 black rook | 3 |
| 2 | c8 black king · d8 black rook | c8 black king · d8 black rook | c8 black king · d8 black rook | c8 black king · d8 black rook | c8 black king · d8 black rook | c8 black king · d8 black rook | c8 black king · d8 black rook | c8 black king · d8 black rook | 2 |
| 1 | c8 black king · d8 black rook | c8 black king · d8 black rook | c8 black king · d8 black rook | c8 black king · d8 black rook | c8 black king · d8 black rook | c8 black king · d8 black rook | c8 black king · d8 black rook | c8 black king · d8 black rook | 1 |
|   | a                             | b                             | c                             | d                             | e                             | f                             | g                             | h                             |   |